# Добротвірська селищна територіальна громада
Добротвірська селищна громада — територіальна громада в Україні, в Шептицькому районі Львівської області. Адміністративний центр — селище Добротвір.
Площа громади — 206,4 км², населення — 11 413 мешканців, з яких 5 004 - сільське населення, 6 409 - міське.

## Населені пункти
До складу громади входять 1 селище:
- Добротвір

та 19 сіл:
- Гряда
- Долини (Сілецька сільська рада)
- Долини (Стародобротвірська сільська рада)
- Козаки
- Кошаковські
- Мазярня-Каранська
- Маїки
- Матяші
- Незнанів
- Перекалки
- Полонична
- Рогалі
- Рокети
- Сілець
- Старий Добротвір
- Стриганка
- Тартак
- Тичок
- Тишиця[2]